# 総持院 (海老名市)
総持院（そうじいん）は、神奈川県海老名市河原口三丁目にある高野山真言宗の寺院。詳名は海老山満蔵寺総持院（かいろうざんまんぞうじそうじいん）。神仏分離までは有鹿神社の別当寺であった。

## 歴史
754年（天平勝宝6年）に海老名の郷司・藤原廣政が虚空蔵菩薩を本尊として創建。創建当時の宗派は不詳。
鎌倉時代の地頭・海老名源八（季貞）ゆかりの「源八矢立の杉」があったとされる。
1591年（天正19年）に徳川家康より寺領十石の朱印を拝領。
江戸時代には近隣の相模国分寺、座間の星谷寺、厚木の飯山観音など19末寺を有した。
明治初期に海老名氏の菩提寺であった宝樹寺を併合した。

## 境内
- 山門
- 本堂
- 東大寺型八角大灯籠
- 子育地蔵尊 - 1658年（明暦4年）に造立された海老名市内で最古の地蔵塔[7][8]。
- 海老名氏霊堂 - 廃寺になった末寺・宝樹寺の跡地に「大章樹公庵主」銘の宝篋印塔が海老名氏霊堂として祀られている[9]。

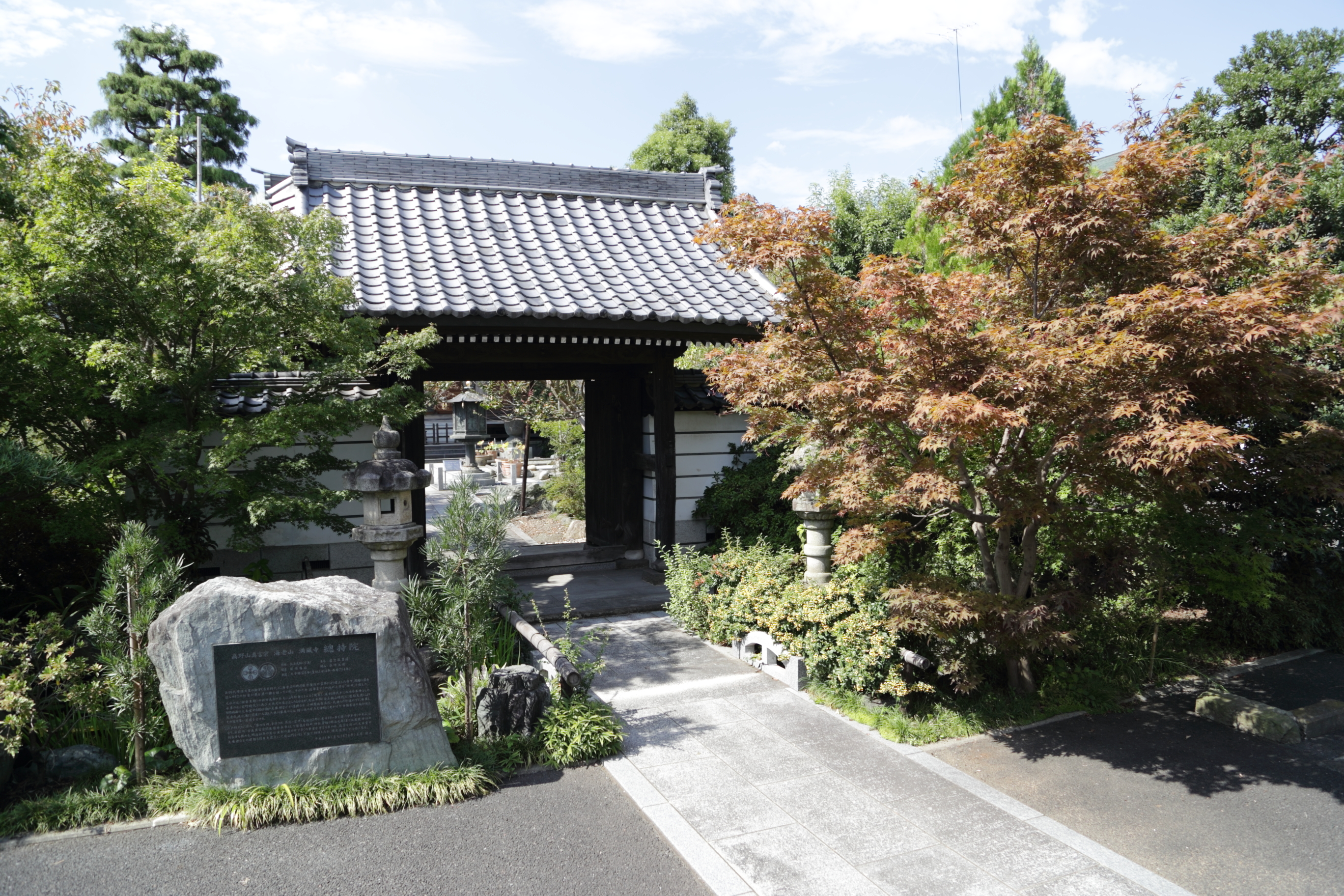
山門
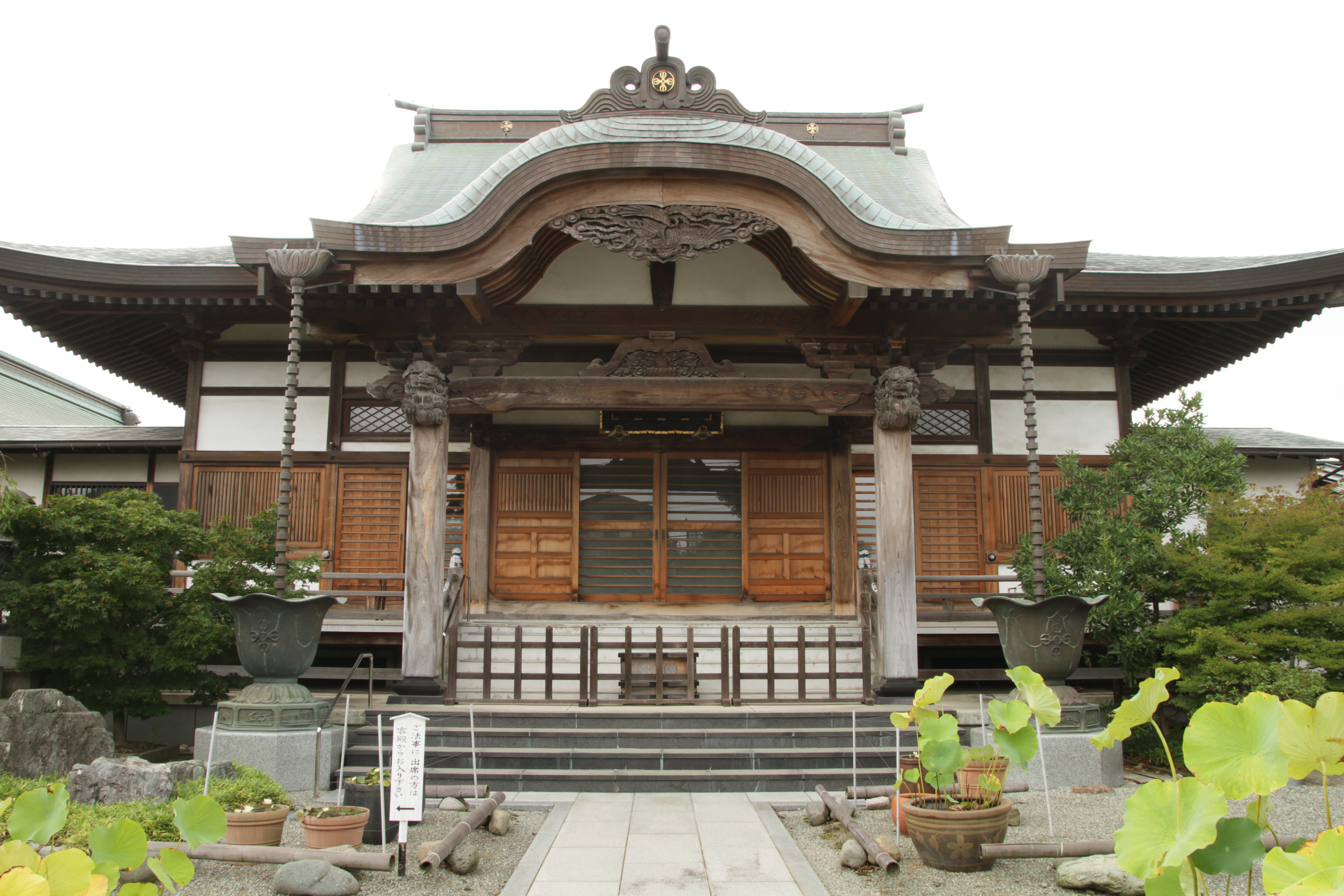
本堂
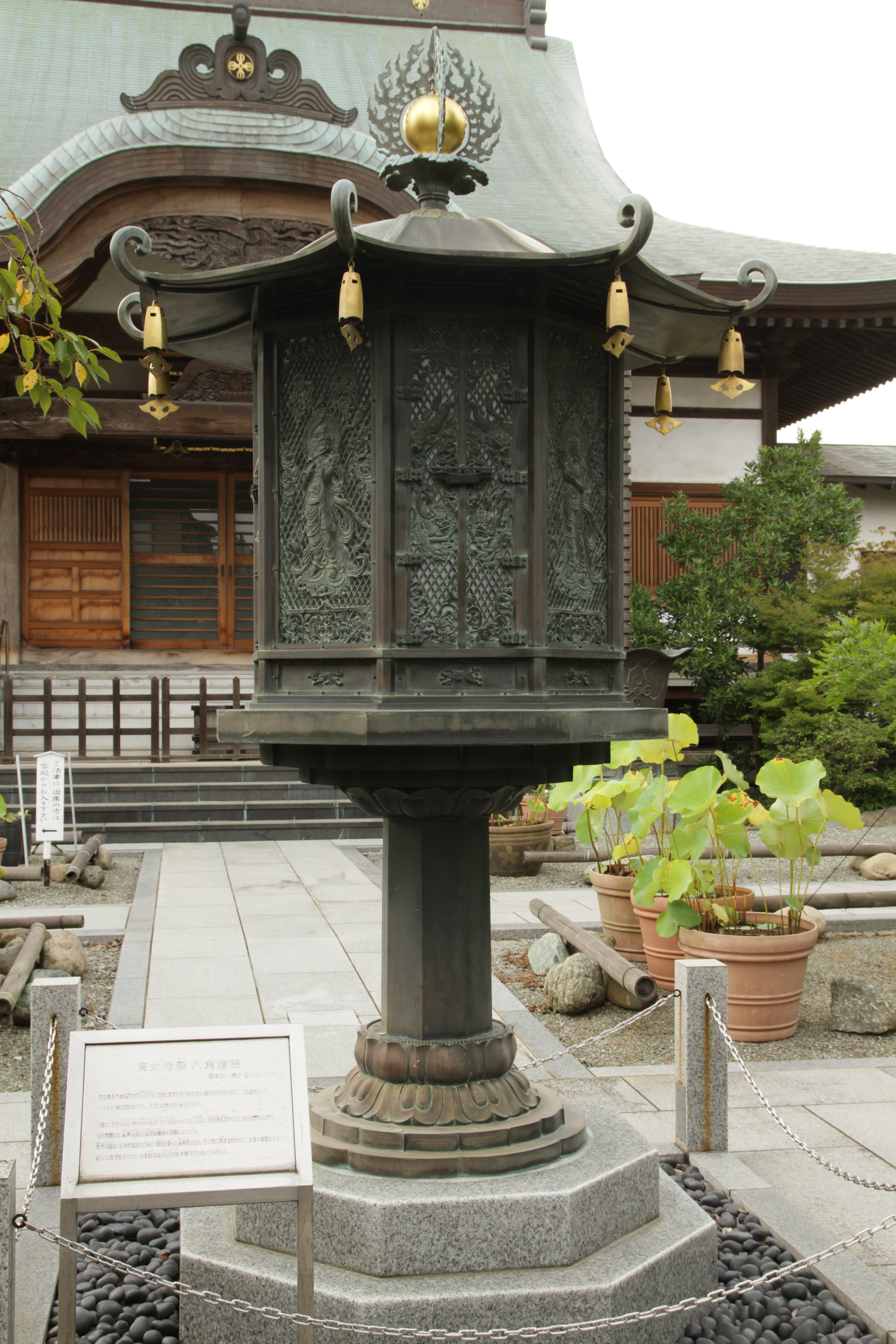
東大寺型八角大灯籠
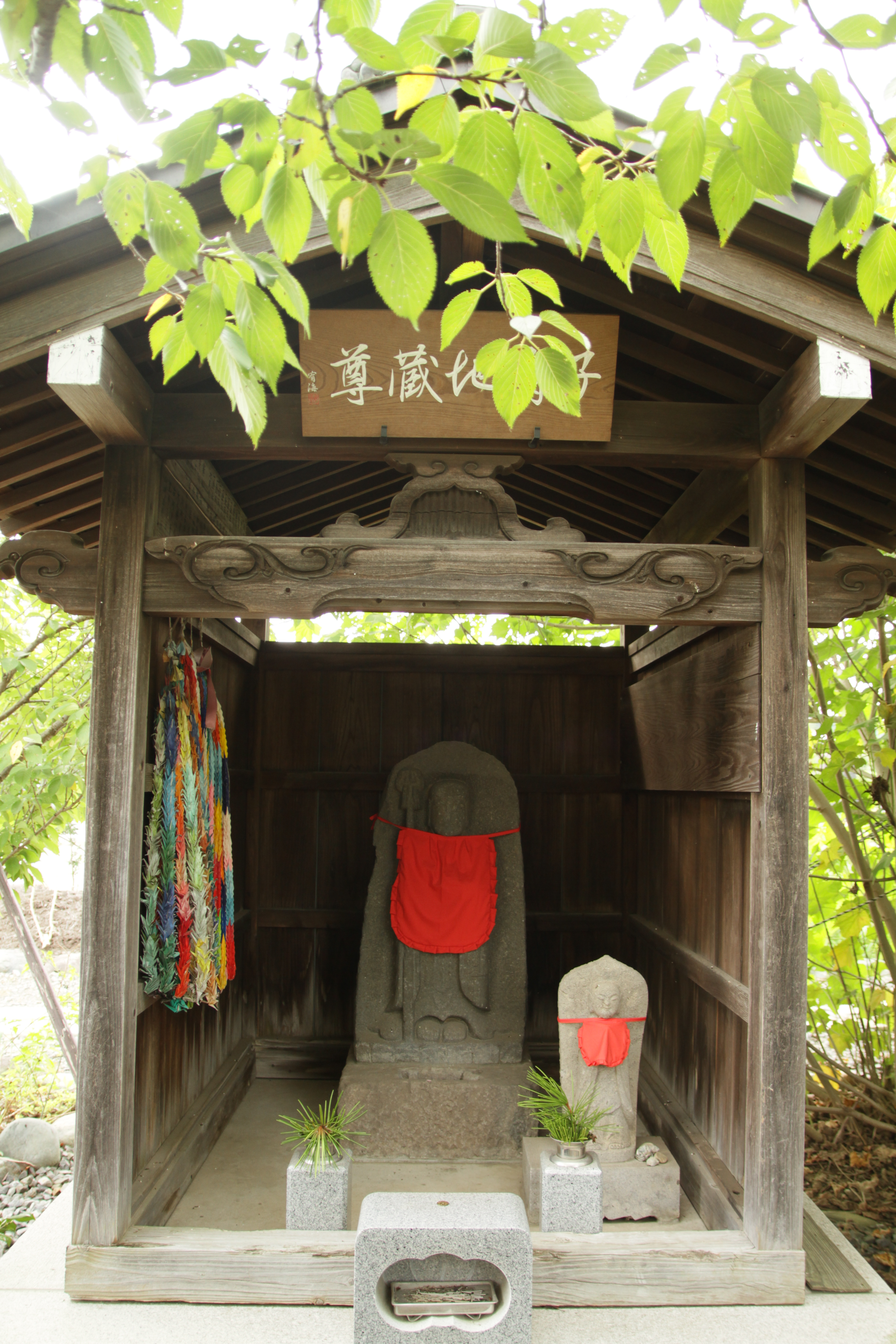
子育地蔵尊
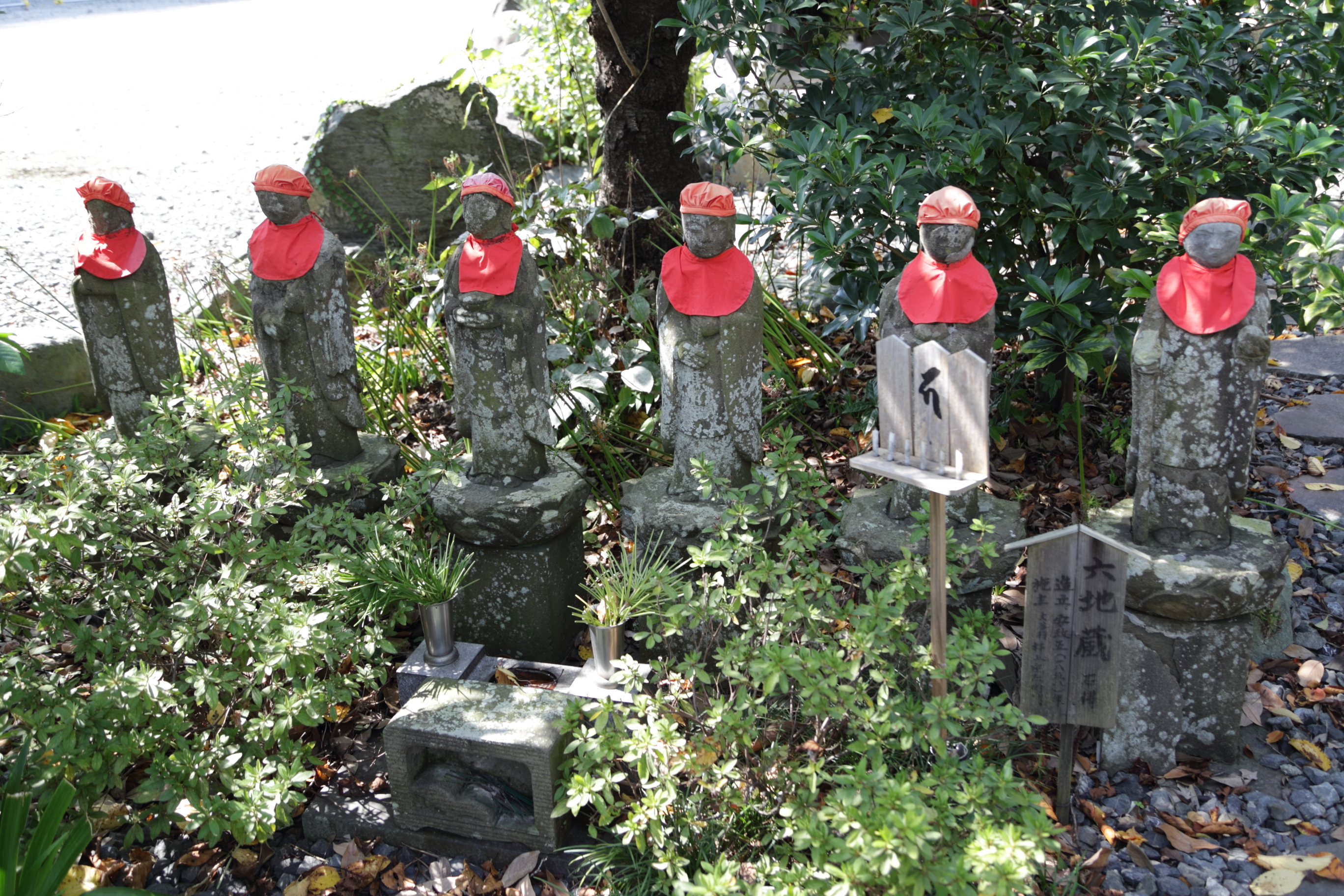
六地蔵
海老名氏霊堂

## 文化財
本尊の木造虚空蔵菩薩坐像（寄木造、玉眼嵌入、像高46.7センチ）は室町時代末期の作とされる。

## 年中行事
- 元旦 - 元旦法要
- 1月21日 - 初大師大般若転読護摩法会
- 4月8日 - 花まつり（灌仏会・仏生会）
- 7月・8月の盆 - 盆供養
- 7月21日 - 盂蘭盆会大施餓鬼法会
- 9月24日 - 水子地蔵尊まつり
- 10月13日 - 海老名源八尊例祭
- 大晦日 - 除夜法要
- 毎月13・21・28日など - 護摩供
- 毎月21日 - 写経会

## 交通アクセス
- 鉄道
  - 相模線海老名駅下車 徒歩16分
  - 相模鉄道・小田急電鉄小田原線 海老名駅下車 徒歩21分
  - 相模線・小田急電鉄厚木駅下車 徒歩14分
- バス
  - 神奈川中央交通 「東洋ソフラン前」バス停下車 徒歩11分
  - コミュニティバス 「中央図書館前」バス停下車 徒歩12分